# Christian Fenioux
Christian Fenioux, né le 16 août 1953, est un chef d’entreprise, fondateur et actuel président directeur général des Laboratoires Fenioux, laboratoire français de phytothérapie. Également sportif, il a pour palmarès plusieurs records du monde et une course cycliste à son nom.

## Biographie

### Phytothérapie
Christian Fenioux fonde en 1985 à Châteauroux son entreprise de compléments alimentaires sur un modèle précis : la phytothérapie sur prescription médicale hors du circuit pharmaceutique.
Son expansion rapide lui vaut plusieurs condamnations devant les tribunaux : l’ordre de pharmaciens l’accuse régulièrement d’exercice illégal de la pharmacie.
L’entreprise compte 160 salariés et se présente comme l’un des plus grands laboratoires de phytothérapie en France. Ses produits sont également commercialisés via des filiales ou distributeurs à La Réunion, aux Antilles, en Belgique, en Suisse, en Espagne, au Maghreb ou encore au Vietnam.

### Cyclisme
Adepte du cyclisme, il pratique le cyclisme sur piste en compétition et obtient différents records dans la discipline entre 1997 et 2012[réf. nécessaire]. Il est par exemple détenteur du record de France de l’heure sur piste dans la catégorie 55-59 ans de 2012 à 2022.
Depuis 2013, il pratique le vélo-couché caréné (un vélo allongé avec un carénage qui permet un meilleur aérodynamisme). La même année, il devient d’ailleurs coassocié de la société Cycles JV & Fenioux, l’un des grands fabricants français de vélos-couchés et vélos-carénés destinés à la compétition.
Il établit en 2017, le record du monde de l’heure en 53,101 km/h sur le vélodrome d’Aguascalientes (Mexique).[réf. nécessaire]
Il aide financièrement les associations locales à promouvoir le cyclisme. C’est notamment le cas de l’équipe Union cycliste de Châteauroux, équipe au plus haut niveau amateur, qui verra passer sous ses couleurs plusieurs cyclistes professionnels comme Romain Feillu ou Franck Schleck.
Président d’honneur de la Châteauroux Classic de l'Indre, course cycliste UCI ayant lieu en août, il est très investi dans le cyclisme sur piste à travers la Fédération française de cyclisme où son nom est associé aux manches de la coupe de France de cyclisme sur piste. Plusieurs compétitions sportives portent d’ailleurs son nom comme l’Anneau d’Or Fenioux ou encore le Grand Prix Christian Fenioux, manche de la coupe de France DN2 de cyclisme sur route.
Il soutient personnellement plusieurs sportifs dont Frédéric Magné, plusieurs fois champion du monde de cyclisme sur piste.